# Messor rufotestaceus
Messor rufotestaceus es una especie de hormiga del género Messor, subfamilia Myrmicinae. 

## Distribución
Esta especie se encuentra en Argelia, Irán, Arabia Saudita, Siria y Emiratos Árabes Unidos.